# Płomykówka duża
Płomykówka duża (Tyto novaehollandiae) – gatunek dużego ptaka z rodziny płomykówkowatych (Tytonidae). Zasiedla Australię (z wyjątkiem jej pustynnych części), południową Nową Gwineę i kilka mniejszych wysp. Samice podgatunku castanops są największymi sowami z rodzaju Tyto.

## Systematyka
Systematyka gatunku jest kwestią sporną. W ujęciu systematycznym zastosowanym na Kompletnej liście ptaków świata wyróżnia się następujące podgatunki T. novaehollandiae, które zamieszkują:
- T. novaehollandiae sororcula (P.L. Sclater, 1883) – płomykówka molucka – Wyspy Tanimbar (południowe Moluki)
- T. novaehollandiae cayelii (E. Hartert, 1900) – płomykówka samotna – Buru (zachodnio-środkowe Moluki)
- T. novaehollandiae calabyi Mason, 1983 – płomykówka nowogwinejska – południowa Nowa Gwinea
- T. novaehollandiae kimberli Mathews, 1912 – północna Australia
- T. novaehollandiae melvillensis Mathews, 1912 – Wyspa Melville’a i Bathurst
- T. novaehollandiae galei Mathews, 1914 – północno-wschodnia część półwyspu Jork (północno-wschodni Queensland)
- T. novaehollandiae novaehollandiae (Stephens, 1826) – płomykówka duża – Australia południowa i wschodnia (na północy po północno-wschodni Queensland).

Międzynarodowy Komitet Ornitologiczny (IOC) i Clements Checklist of Birds of the World wydzielają podgatunki sororcula i cayelii do osobnego gatunku Tyto sororcula. IOC, Clements Checklist oraz autorzy Handbook of the Birds of the World do T. novaehollandiae zaliczają także płomykówkę tasmańską (T. castanops), jednak na Kompletnej liście ptaków świata jest ona uznawana za odrębny gatunek. Ponadto autorzy Handbook of the Birds of the World (a tym samym IUCN) do T. novaehollandiae zaliczają także płomykówkę atolową (T. manusi) z wyspy Manus, wydzielaną przez innych systematyków do odrębnego gatunku.

## Morfologia
- długość ciała: 33–57 cm
- rozpiętość skrzydeł: do 128 cm (samica podgatunku castanops)[8]
- masa ciała: 425–1250 g

Płomykówka duża przypomina płomykówkę zwyczajną, jednak jest większa, a jej szlara jest okrąglejsza i ciemniej obrzeżona. Dziób i szpony są mocniejsze, a stopy całkowicie opierzone. Upierzenie samic ciemniejsze niż u samców. Na grzbiecie i skrzydłach można dostrzec szare i białawe kropki.

## Środowisko
Prześwietlone zadrzewienia, lasy, tereny uprawne ze starymi drzewami.

## Rozród
Terytorium wynosi około 1017–1178 ha. Gniazdo stanowi głęboka dziupla wyściełana ziemią, piaskiem lub wiórami drzewnymi. Jaja u tasmańskiego podgatunku są składane od połowy października do początków listopada. W lęgu są 2–4 białe jaja, wysiaduje je wyłącznie samica. U podgatunku melvillensis okres inkubacji wynosi 33–35 dni, w skrajnych wypadkach do 42. Po wykluciu pisklęta są w pełni opierzone po 10–12 tygodniach, a po 1–3 miesiącach od opierzenia stają się samodzielne.

## Pożywienie
Płomykówka duża to drapieżnik aktywny nocą. Poluje najczęściej na króliki europejskie (Oryctolagus cuniculus), ssaki lądowe, ptaki, jamraje pręgowane (Perameles gunnii gunnii), szczury błotne (Rattus lutreolus) oraz pademelony rudobrzuche (Thylogale billardierii) z rodziny kangurowatych.

## Status
Międzynarodowa Unia Ochrony Przyrody (IUCN) stosuje szerokie ujęcie systematyczne, w którym płomykówka duża, tasmańska, atolowa i molucka stanowią jeden gatunek. Zalicza go do kategorii najmniejszej troski (LC, Least Concern). Ptak ten opisywany jest jako rzadki, choć na Tasmanii pospolity. Ze względu na brak dowodów na spadki liczebności bądź istotne zagrożenia dla gatunku BirdLife International uznaje trend liczebności populacji za prawdopodobnie spadkowy.